# Sætre, Møre og Romsdal
Sætre (eller Vartdal) är en tätort i Ørsta kommun i Møre og Romsdal fylke i västra Norge. Orten ligger vid Europaväg 39 och utgjorde tidigare centralort i dåvarande Vartdals kommun.